# 图尔瑙 (奥地利)
图尔瑙（德語：Turnau）是奥地利施蒂利亚州穆尔河畔布鲁克县的一个市镇。总面积135.05平方公里，总人口1539人，人口密度11人/平方公里（2017年）。